# Британский кубок Порше

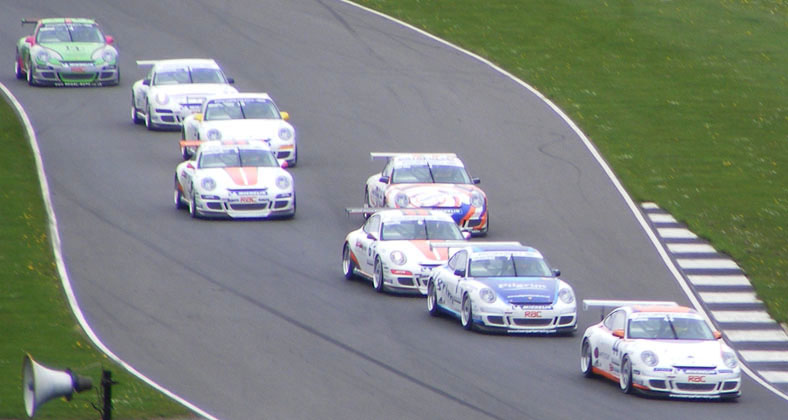
Гонка в Донингтоне, 2008 г.

Британский кубок Порше (англ. Porsche Carrera Cup Great Britain) — кузовной монокубок, проводящийся в Великобритании с 2003 года на автомобилях Порше Каррера.

## Гонки
Этапы Британского кубка проходят в рамках поддержки Британского турингового чемпионата. Они включают в себя две 30-минутные гонки с обычной для кубков Порше очковой системой на 15 мест.
| Место | 1-е | 2-е | 3-е | 4-е | 5-е | 6-е | 7-е | 8-е | 9-е | 10-е | 11-е | 12-е | 13-е | 14-е | 15-е | ПП | БК |
| Очки  | 20  | 18  | 16  | 14  | 12  | 10  | 9   | 8   | 7   | 6    | 5    | 4    | 3    | 2    | 1    | 1  | 1  |
| ----- | --- | --- | --- | --- | --- | --- | --- | --- | --- | ---- | ---- | ---- | ---- | ---- | ---- | -- | -- |

В сезоне 2007 введены новые зачёты — Про-Ам1 для непрофессиональных и малоопытных гонщиков, они также участвуют в общем зачёте, и Про-Ам2 для желающих попробовать свои силы за рулём старых машин в нескольких гонках за небольшие деньги.
Призовой фонд составляет более 100 тысяч фунтов стерлингов. По итогам года три дорожные машины достанутся в бесплатное годичное пользование победителю в общем зачёте, зачёте Про-Ам1 и руководителю команды победителя.

## Победители
| Год  | 1-е место                               | 2-е место                          | 3-е место                           |
| ---- | --------------------------------------- | ---------------------------------- | ----------------------------------- |
| 2003 | Барри Хорн                              | Ричард Вестбрук                    | Джейсон Темпльман                   |
| 2004 | Ричард Вестбрук (Redline Racing)        | Тим Харви (Team RPM)               | Джейсон Темпльман (Team VLR)        |
| 2005 | Дамьен Фолкнер (Team SAS)               | Ричард Вестбрук (Red Line Racing)  | Джейсон Темпльман (Team SAS)        |
| 2006 | Дамьен Фолкнер (Team Parker with SAS)   | Тим Харви (Motorbase Performance)  | Дэнни Уоттс (Red Line Racing)       |
| 2007 | Джеймс Саттон (Red Line Racing)         | Тим Харви (Red Line Racing)        | Стивен Кейн (Motorbase Performance) |
| 2008 | Тим Харви (Red Line Racing)             | Майкл Кейн (Team Parker Racing)    | Сэм Хэнкок (Team Jota)              |
| 2009 | Тим Бриджман (Team Parker Racing)       | Джеймс Саттон (Red Line Racing)    | Тим Харви (Red Line Racing)         |
| 2010 | Тим Харви (Red Line Racing)             | Майкл Кейн (Motorbase Performance) | Стивен Джелли (Team Parker Racing)  |
| 2011 | Джеймс Саттон (Red Line Racing)         | Майкл Медоус (Red Line Racing)     | Стивен Джелли (Team Parker Racing)  |
| 2012 | Майкл Медоус (Red Line Racing)          | Бен Баркер (Parr Motorsport)       | Сэм Тордофф (Team Parker Racing)    |
| 2013 | Майкл Медоус (Samsung Smart Motorsport) | Йонас Гелзинис (Juta Racing)       | Рори Бутчер (Celtic Speed)          |
| 2014 | Джош Уэбстер (Red Line Racing)          | Майкл Медоус (Red Line Racing)     | Пол Рис (In2Racing)                 |
| 2015 | Дэниэл Кэммиш (Red Line Racing)         | Майкл Медоус (Red Line Racing)     | Джош Уэбстер (Team Parker Racing)   |
| 2016 | Дэниэл Кэммиш (Red Line Racing)         | Дино Цампарелли (GT Marques)       | Чарли Иствуд (Redline Racing)       |
| 2017 | Чарли Иствуд (Redline Racing)           | Дино Цампарелли (JTR)              | Дэниэл Кэммиш (Red Line Racing)     |